# Jeret Peterson
Jeret Peterson (ur. 12 grudnia 1981 w Boise, zm. 25 lipca 2011 w Lambs Canyon) – amerykański narciarz, specjalista narciarstwa dowolnego.
Jego największym sukcesem był srebrny medal w skokach akrobatycznych wywalczony podczas igrzysk olimpijskich w Vancouver. Na mistrzostwach świata najlepszy wynik uzyskał podczas mistrzostw w Deer Valley, gdzie zajął 6. miejsce w skokach akrobatycznych. Najlepsze wyniki w Pucharze Świata osiągnął w sezonie 2006/2007, kiedy to zajął 3. miejsce w klasyfikacji generalnej, a w klasyfikacji skoków akrobatycznych był drugi. W sezonie 2004/2005 wywalczył małą kryształową kulę w klasyfikacji skoków akrobatycznych. Zdobywał także tytuły mistrza Stanów Zjednoczonych. 25 lipca 2011 popełnił samobójstwo, wcześniej miał problemy z alkoholizmem i cierpiał na depresję.

## Osiągnięcia

### Igrzyska olimpijskie
| Miejsce | Dzień     | Rok  | Miejscowość    | Konkurencja        | Zwycięzca        |
| ------- | --------- | ---- | -------------- | ------------------ | ---------------- |
| 9.      | 19 lutego | 2002 | Salt Lake City | Skoki akrobatyczne | Aleš Valenta     |
| 7.      | 23 lutego | 2006 | Turyn          | Skoki akrobatyczne | Han Xiaopeng     |
| 2.      | 25 lutego | 2010 | Vancouver      | Skoki akrobatyczne | Alaksiej Hryszyn |

### Mistrzostwa świata
| Miejsce | Dzień    | Rok  | Miejscowość          | Konkurencja        | Zwycięzca        |
| ------- | -------- | ---- | -------------------- | ------------------ | ---------------- |
| 6.      | 1 lutego | 2003 | Deer Valley          | Skoki akrobatyczne | Dmitrij Archipow |
| 12.     | 18 marca | 2005 | Ruka                 | Skoki akrobatyczne | Steve Omischl    |
| 7.      | 10 marca | 2007 | Madonna di Campiglio | Skoki akrobatyczne | Han Xiaopeng     |
| 8.      | 4 marca  | 2009 | Inawashiro           | Skoki akrobatyczne | Ryan St. Onge    |

#### Miejsca w klasyfikacji generalnej
- sezon 2000/2001: 64.
- sezon 2001/2002: 40.
- sezon 2002/2003: 18.
- sezon 2003/2004: 53.
- sezon 2004/2005: 4.
- sezon 2005/2006: 20.
- sezon 2006/2007: 3.
- sezon 2008/2009: 10.
- sezon 2009/2010: 32.

#### Miejsca na podium
1. Mont Tremblant – 12 stycznia 2003 (Skoki akrobatyczne) – 2. miejsce
2. Deer Valley – 31 stycznia 2004 (Skoki akrobatyczne) – 3. miejsce
3. Mount Buller – 5 września 2004 (Skoki akrobatyczne) – 2. miejsce
4. Mont Tremblant – 9 stycznia 2005 (Skoki akrobatyczne) – 2. miejsce
5. Lake Placid – 16 stycznia 2005 (Skoki akrobatyczne) – 1. miejsce
6. Fernie – 21 stycznia 2005 (Skoki akrobatyczne) – 1. miejsce
7. Shenyang – 5 lutego 2005 (Skoki akrobatyczne) – 1. miejsce
8. Madonna di Campiglio – 11 marca 2005 (Skoki akrobatyczne) – 2. miejsce
9. Mount Buller – 3 września 2005 (Skoki akrobatyczne) – 1. miejsce
10. Lake Placid – 21 stycznia 2006 (Skoki akrobatyczne) – 3. miejsce
11. Mont Gabriel – 7 stycznia 2007 (Skoki akrobatyczne) – 3. miejsce
12. Deer Valley – 11 stycznia 2007 (Skoki akrobatyczne) – 1. miejsce
13. Deer Valley – 12 stycznia 2007 (Skoki akrobatyczne) – 1. miejsce
14. Lake Placid – 18 stycznia 2009 (Skoki akrobatyczne) – 1. miejsce
15. Apex – 25 lutego 2007 (Skoki akrobatyczne) – 3. miejsce

- W sumie 7 zwycięstw, 4 drugie i 4 trzecie miejsca.